# Bromelia laciniosa
A macambira ou mocambira (Bromelia laciniosa) é uma planta da família das bromeliáceas, do gênero Bromelia. Possui vários usos que vão desde a utilização da planta para evitar a erosão, até como alimento para o gado. Como sua folha possui modificações que dão uma natureza espinhenta a mesma, a macambira é queimada antes de ser oferecida ao gado.

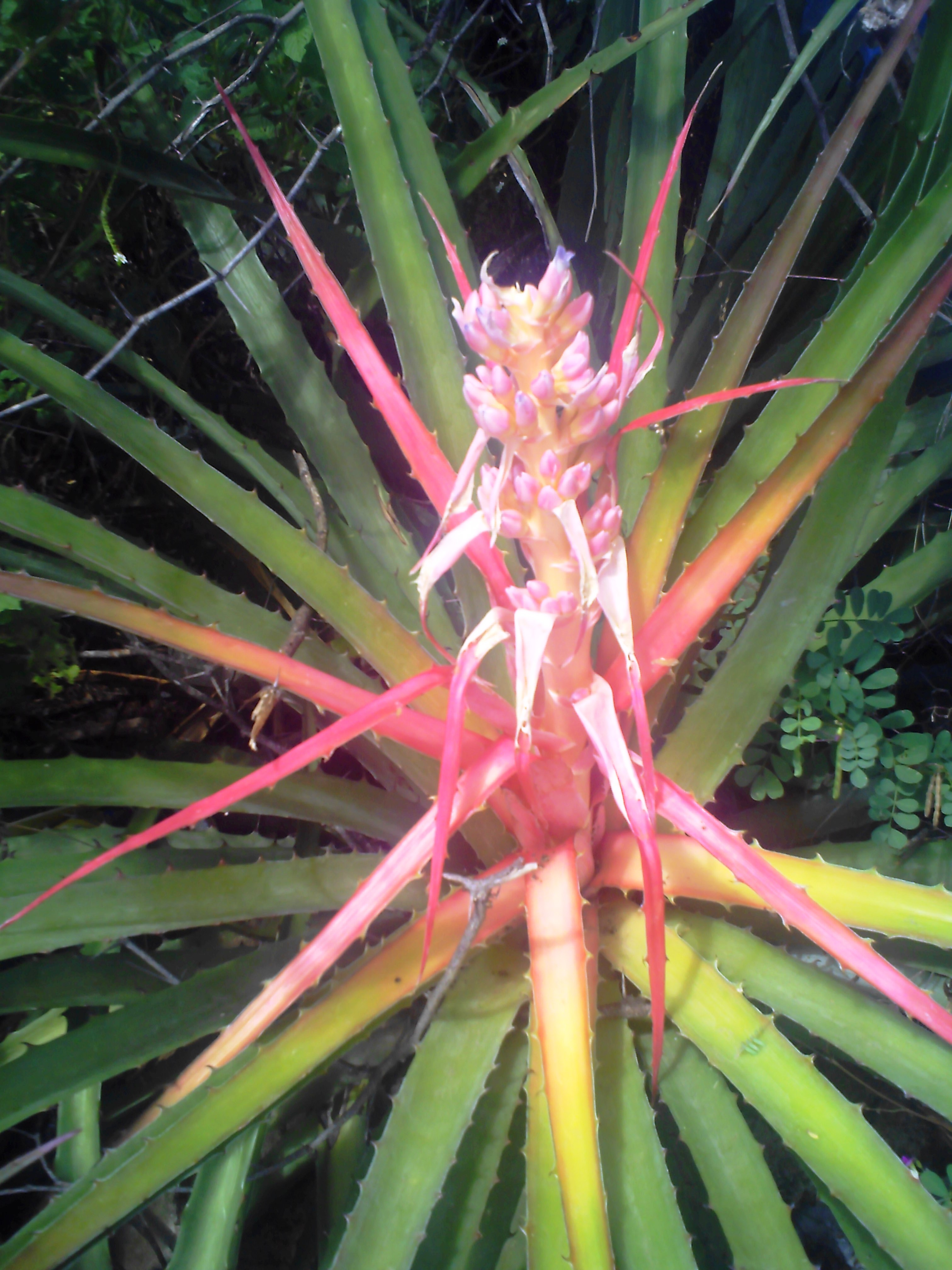
Inflorescência da macambira

## Características
A macambira está presente nas áreas secas do nordeste, desde a Bahia até o Maranhão. É característica nas chapadas e planaltos da região.
Seu caule é cilíndrico e suas folhas (constituídas de duas partes distintas: base dilatada e limbo) encontram-se distribuídas em torno do caule. O caule desta planta geralmente é confundido com a raiz, porém as raízes da macambira são finas, diferentemente do caule que é mais espesso. O tamanho da planta é variado e o seu fruto é uma baga de três a cinco centímetros de comprimento e diâmetro variando de 10 a 20 milímetros. Essas bagas quando maduras assumem uma coloração amarela, lembrando um cacho de pequenas bananas.

## História e utilização

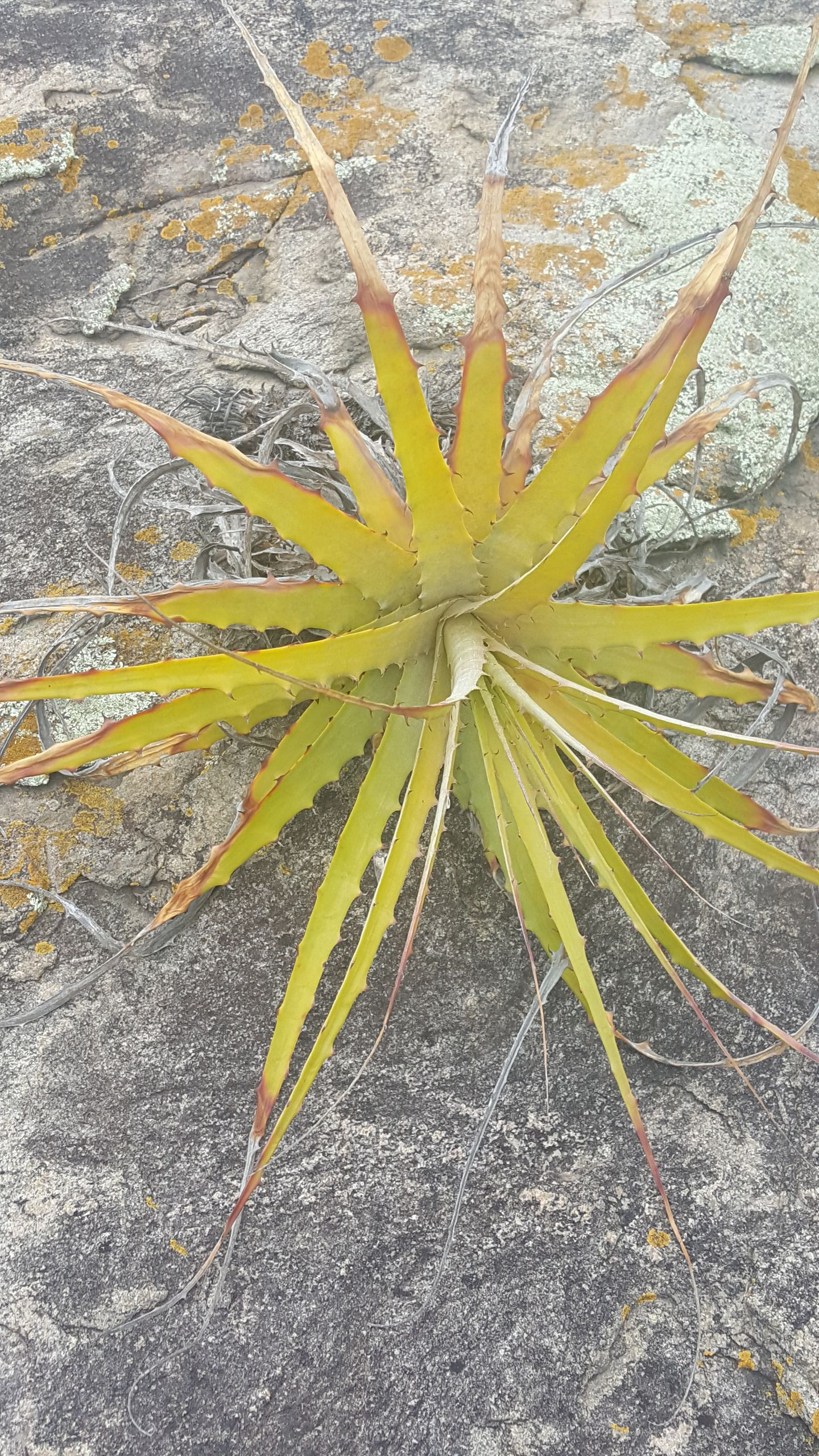
Macambira, uma das plantas típicas da caatinga.

A origem do uso da macambira se deu com os povos indígenas da Caatinga, sendo utilizada em suas tradições. Atualmente, o povo Fulni-Ô, de Pernambuco, ainda usa essa planta em sua medicina tradicional, mantendo um conhecimento milenar.
Em geral, a macambira pode ser utilizada como planta ornamental, porém sua maior utilização é nas laterais de rodovias que cortam o semi-árido para evitar a erosão (isso devido ao fato de sua raiz ser do tipo fasciculada o que dificulta a erosão). Quando queimada é utilizada como alimento para o gado. Além disso, da base de suas folhas é extraída uma massa da qual se fabrica um tipo de pão.

## Diferenças entre crauá, gravatá e macambira
De uma forma semelhante a confusão que há entre os cágados, jabutis e tartarugas, há uma confusão na diferenciação entre crauá, macambira e gravatá. Vale ressaltar que são indivíduos de espécies diferentes que vivem em grupos na caatinga.
- Crauá é da espécie Neoglaziovia variegata que possui folhas verde-escuras com machas brancas e flores vermelhas.
- Macambira é a Bromelia laciniosa, que possui folhas constituídas de partes distintas: base dilatada e limbo em torno do caule.[3]
- Gravatá é uma versão da espécie Aechmea blanchetiana que forma touceiras mais abertas e densas com até 70 a 1,30 m de altura. [4]

### Fotos

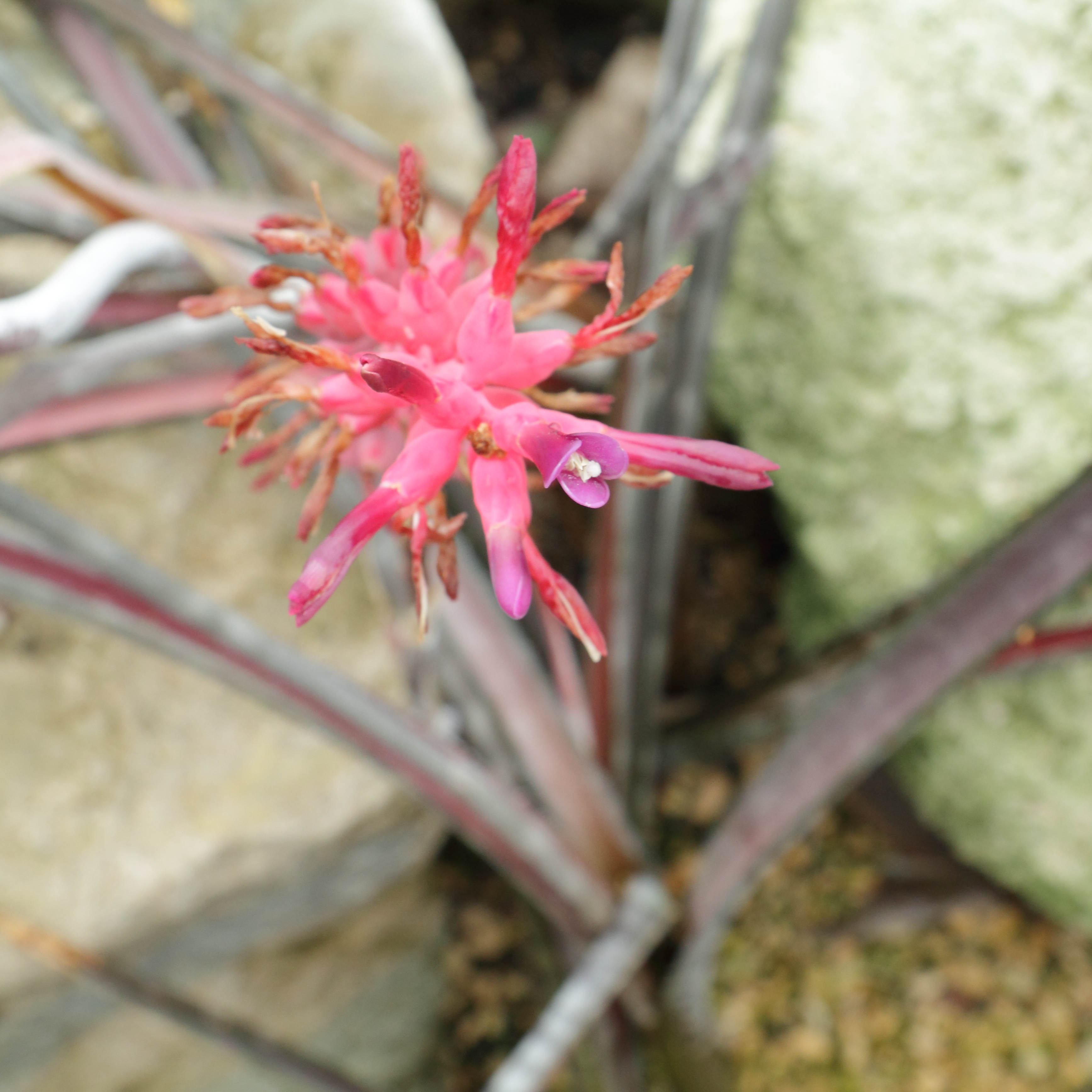
Crauá
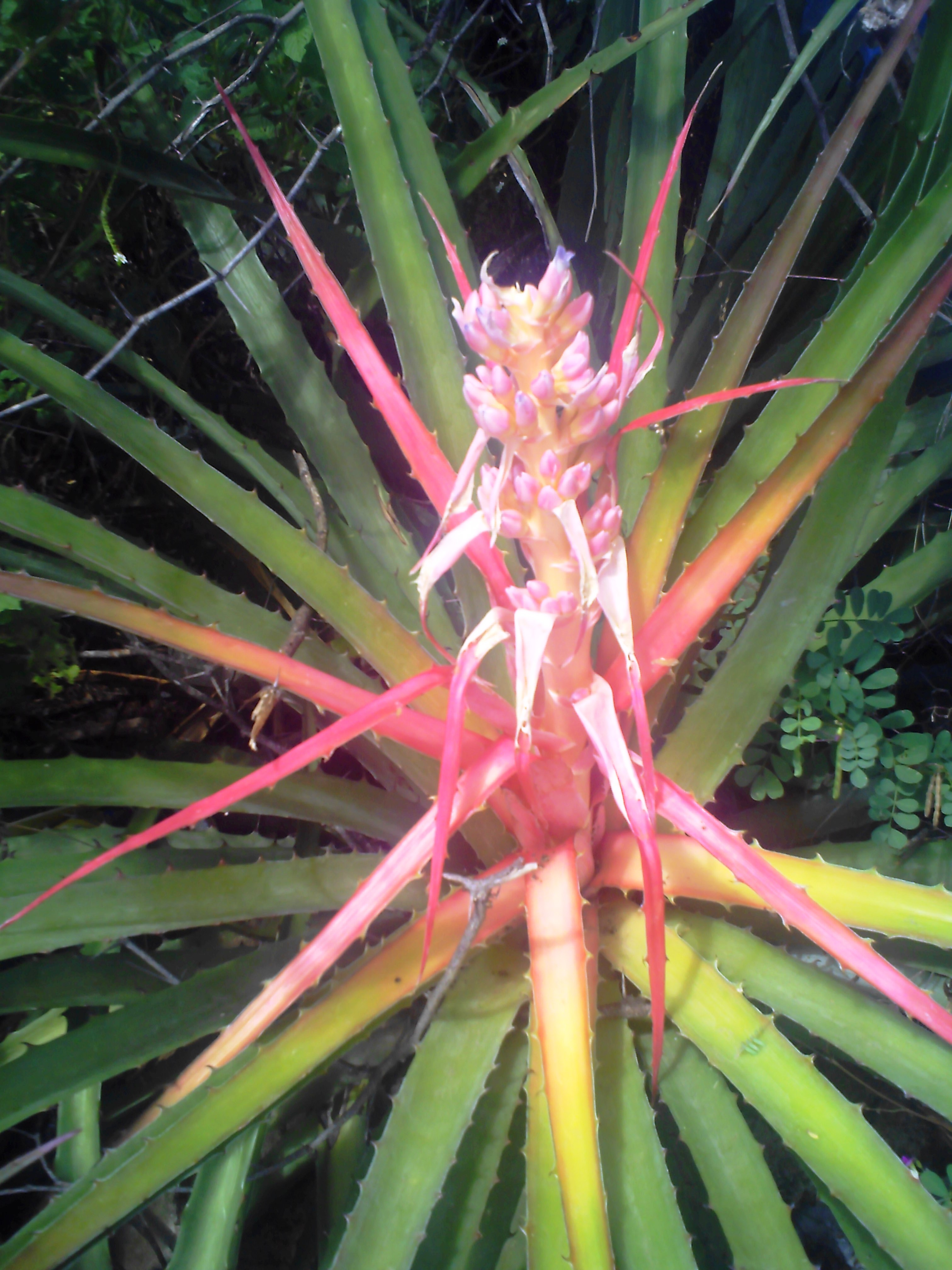
Macambira
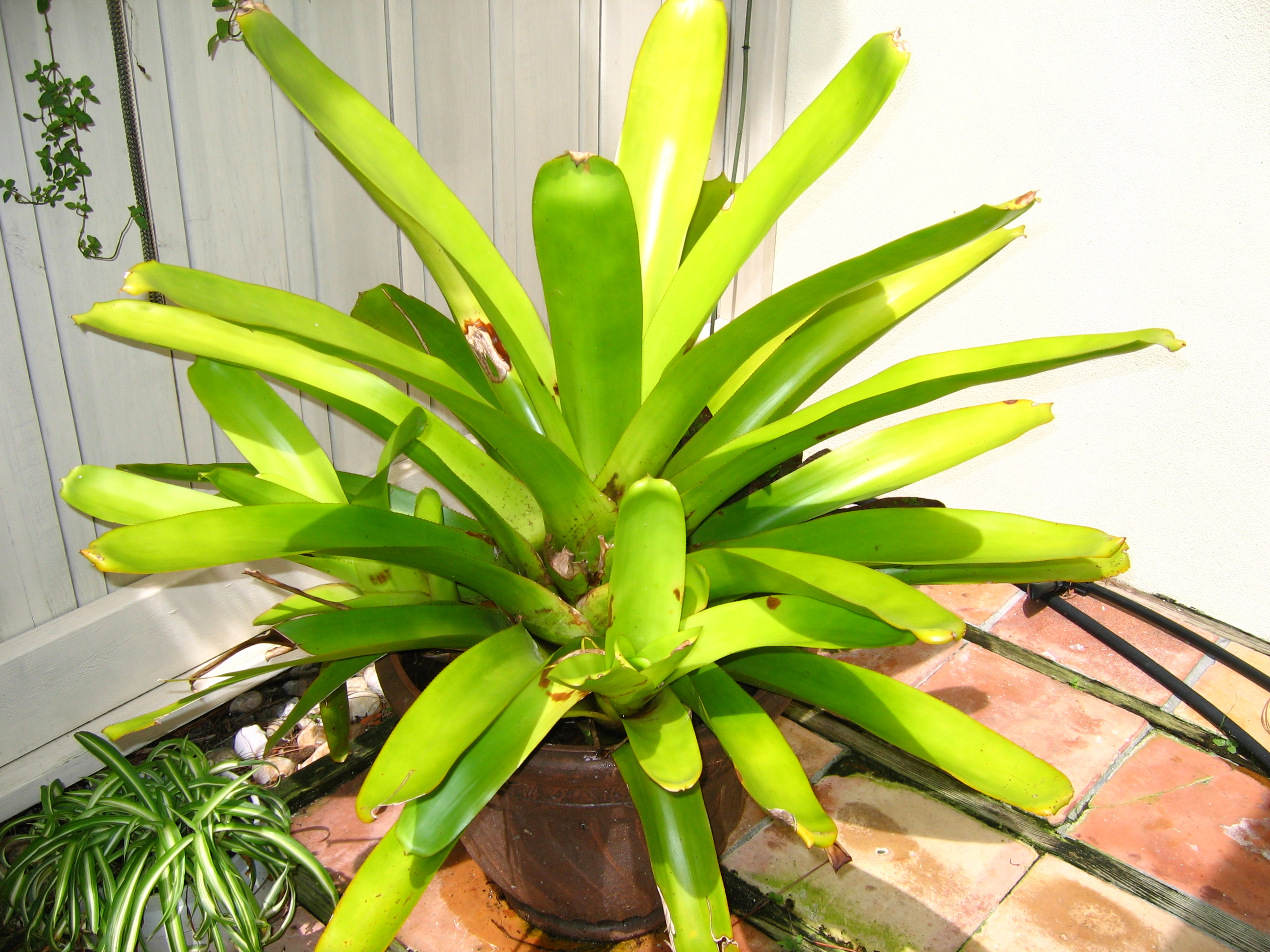
Gravatá da Caatinga